# Pogányszentpéter
Pogányszentpéter község Somogy vármegyében, a Csurgói járásban, a Zalaapáti-hát területén.

## Fekvése
A vármegye nyugati szélén helyezkedik el, északnyugati szomszédja, a 10 kilométerre fekvő Nagykanizsa már Zala vármegye része. Mindössze két további települési szomszédja van: kelet-délkelet felől Iharosberény, délnyugat felől pedig Liszó. Északkelet felől a legközelebbi település Sand, de a közigazgatási területeik nem érintkeznek.
Csak közúton közelíthető meg, Nagykanizsa vagy Iharosberény érintésével, a 61-es főúton, mely a központján is keresztülhalad.

## Története
Az első okleveles említése 1381-ben volt, akkor a pálosok Szent Péterről elnevezett kolostorát említették. 1390-ben Stregenchy Zentpeter, 1412-ben Nemetzenthpeter (Németszentpéter) néven említették. 1554-ben a falu elpusztult és csak a 18. század 20-as éveiben népesedett be újra. A község lakói vagy a mezőgazdaságból élnek vagy Kanizsára járnak be dolgozni. A 90-es években a termelőszövetkezet megszűnt, egyéni gazdálkodás folyik. Nagyobb földterülettel egy sertéstenyésztő Kft. rendelkezik. Megalakult az erdőbirtokosság. A szép közösségi házban van a házasságkötő terem, a könyvtár, a posta és az orvosi rendelő. A közművelődési egyesület tagjainak elsődleges célja a hagyományőrzés. A természeti környezet igen szép. A táj dimbes-dombos, sok az erdő és mintegy 10-14 halastó teszi változatossá a vidéket.

## Közélete

### Polgármesterei
- 1990–1994: Zakócs László (független)[4]
- 1994–1998: Zakócs László (MSZP)[5]
- 1998–2002: Gács László (független)[6]
- 2002–2006: Gács László (független)[7]
- 2006–2010: Didicsné Kardos Györgyi Ilona (független)[8]
- 2010–2014: Didicsné Kardos Györgyi Ilona (független)[9]
- 2014–2019: Kardos Györgyi Ilona (független)[10]
- 2019–2024: Flinger Tamás (független)[11]
- 2024– : Flinger Tamás (Fidesz-KDNP)[1]

## Népesség
A település népességének változása:
| Lakosok száma | 493  | 478  | 477  | 463  | 499  | 461  | 475  |
|               | 2013 | 2014 | 2015 | 2021 | 2022 | 2023 | 2024 |

A 2011-es népszámlálás során a lakosok 86,7%-a magyarnak, 19,4% cigánynak, 0,2% horvátnak, 0,4% németnek mondta magát (13,1% nem nyilatkozott; a kettős identitások miatt a végösszeg nagyobb lehet 100%-nál). A vallási megoszlás a következő volt: római katolikus 64,6%, református 0,2%, evangélikus 11,5%, felekezet nélküli 5,5% (18% nem nyilatkozott).
2022-ben a lakosság 93,6%-a vallotta magát magyarnak, 13,2% cigánynak, 1,6% németnek, 0,4% ruszinnak, 0,2% görögnek, 0,2% horvátnak, 1% egyéb, nem hazai nemzetiségűnek (6% nem nyilatkozott; a kettős identitások miatt a végösszeg nagyobb lehet 100%-nál). Vallásuk szerint 51,7% volt római katolikus, 9,8% evangélikus, 0,2% református, 0,2% görög katolikus, 1,4% egyéb keresztény, 0,4% egyéb katolikus, 8% felekezeten kívüli (28,1% nem válaszolt).

## Nevezetességei
- Patkó Bandi betyár: Tóth Mihály felsősegesdi kanász, juhász, híres faragópásztor szerint az ő nagyapja volt Tóth János, azaz Patkó Bandi, akinek Pogányszentpéteren lakott a felesége, tehát gyakran megfordult erre fele. Tóth Mihály úgy tudja, hogy betyárőse egyszer négy társával lement a Dráván túlra disznót szerezni. Báró Raszinyaitól loptak 600 disznót, hároméves ártányokat. Egészen a Dráváig elhozták. Itt lőtték meg, és sebesen hozták Pogányszentpéterre, ahol eltemették, mint aki pokolvarban halt meg. A sírja a pogányszentpéteri ótemetőben van. A kaputól jobbra, az első sír egy fenyőfával.[forrás?] Erről a helyiek nem tudnak, és az a valószínű, hogy a betyárt Bábonyban temették el.
- Pálos emlékhely[14]